# Sauvere
Sauvere − wieś w Estonii, w prowincji Sarema, w gminie Kärla.